# Krničari
Krničari is een plaats in de gemeente Žminj in de Kroatische provincie Istrië. De plaats telt 64 inwoners (2001).